# Імені Актан-батира (Шалкарський район)
імені Акта́н-бати́ра (каз. Ақтан батыр ат.) — село у складі Шалкарського району Актюбінської області Казахстану. Входить до складу Актогайського сільського округу.
Село було утворене 2012 року.
Населення — 63 особи (2021).